# إزعومن (تازاغين)
إزعومن هي إحدى مشيخات المملكة المغربية، تتبع جغرافيا لإقليم الدريوش وإداريًا لتازاغين. يقدر عدد سكانها بـ 9275 نسمة حسب الإحصاء الرسمي للسكان والسكنى لسنة 2004.